# (1567) Alikoski
(1567) Alikoski ist ein Asteroid des Hauptgürtels, der am 22. April 1941 von dem finnischen Astronomen Yrjö Väisälä in Turku entdeckt wurde.
Der Asteroid ist nach dem finnischen Astronomen und Assistenten des Turku Observatoriums Heikki A. Alikoski benannt.
Alikoski bewegt sich in einem Abstand von 2,9390 (Perihel) bis 3,4834 (Aphel) astronomischen Einheiten in 5,75 Jahren um die Sonne. Die Bahn ist 17,285° gegen die Ekliptik geneigt, die Bahnexzentrizität beträgt 0,0848.
Alikowski hat einen Durchmesser von rund 68 Kilometern. Er besitzt eine Oberfläche mit einer Albedo von 0,0626. In rund 16 Stunden und 24 Minuten rotiert er um die eigene Achse.